# Zbrojníky
Zbrojníky (hongrois : Kétfegyvernek) est un village de Slovaquie situé dans la région de Nitra.

## Histoire
Première mention écrite du village en 1303.

## Démographie

### Évolution de la population
| Année:               | 1994. | 2004.   | 2014.   | 2024.   |
| -------------------- | ----- | ------- | ------- | ------- |
| Nombre de personnes: | 541   | 497     | 493     | 488     |
| Différence:          |       | -8,13 % | -0,80 % | -1,01 % |

| Année:               | 2023. | 2024.   |
| -------------------- | ----- | ------- |
| Nombre de personnes: | 489   | 488     |
| Différence:          |       | -0,20 % |